# Lurking Fear
Lurking Fear (с англ. Затаившийся страх) — восьмой студийный альбом немецкой прогрессив/трэш-метал группы Mekong Delta, выпущенный 31 августа 2007 года на AFM Records. В России альбом был выпущен лейблом CD-Maximum.
Вся музыка была написана Ральфом Хьюбертом, кроме «Allegro» (Д. Шостакович). Вокальные партии придуманы Лешеком Шпигелем, Ральфом Хьюбертом и Эриком Грошем.
Тексты песен написаны Лешеком Шпигелем и Ральфом Хьюбертом. Аранжировки — Mekong Delta

## Список композиций
1. «Society In Dissolution» — 4:56
2. «Purification» — 5:06
3. «Immortal Hate (Accepting Prayers Of Supremacy)» — 5:16
4. «Allegro Furioso» — 3:07
5. «Rules Of Corruption» — 5:27
6. «Ratters (Among The Dead)» — 5:04
7. «Moderato» — 3:52
8. «Defenders Of The Faith» — 7:02
9. «Symphony Of Agony» — 5:08
10. «Allegro» — 4:16

## Участники записи
- Ральф Хьюберт — бас
- Лешек «Лео» Шпигель — вокал
- Ули Куш — барабаны
- Питер Лейк — электрогитара, акустическая гитара

### Дополнительно
- Ральф Хьюберт — продюсер, звукорежиссёр
- Эрик Грош — звукорежиссёр
- Элиран Кантор — дизайн обложки